# Лесник (сербская мифология)
Лесни́к (серб. лесник) — персонаж сербской кабинетной мифологии, рассматривающийся как аналог лешего у сербов.

## История
Священник Д. М. Джорджевич в 1958 году в своей монографии «Жизнь и народные обычаи Лесковацкой Моравы» сообщил, что колядников в селе Брза около Лесковаца называют лесниками «от древнего славянского слова лес, то есть леший, лесной дух». Он указал, что ряженые эти одеты в вывороченные овечьи шкуры, на лицах у них рогатые маски, вокруг пояса и на ногах — колокольчики, в руках держат саблю и булаву. В книге «Народная жизнь и обычаи в Лесковацкой области» 1985 года Джорджевич вновь описывает колядников, но лесников уже не упоминает.
В 1965 году сотрудник Этнографического музея в Белграде С. Зечевич в региональном журнале «Лесковацкий сборник» разместил статью «Лесники — лесковацкие лесные духи», в которой повторяет описание Джорджевича. Затем он заключает, не приводя никаких дополнительных источников, что «в народных представлениях этого края лесник — это лесной дух и защитник скота». Он отождествляет колядников с мифологическими существами по аналогии с античными представлениями, в которых маски изображали различных богов, в том числе лесных: Пана, Сатира, Силена Сильвана, Фавна, которые также «одеты в шкуры, они рогаты, похотливы, они лесные защитники скота». Затем он проводит сравнение с лешим и европейские аналогии. Из чего делает вывод: «После приведённых параллелей становится ясно, что и лесковацкий лесник, как и сходные существа народных верований всех европейских народов, относится к весьма распространённому типу европейских лесных духов в козлином облике. Он подобен греческому Пану, но и русскому лешему и другим сходным существам, однако в нём надо видеть не греческое наследие, а элемент общего индоевропейского прасостояния и одну из его важнейших манифестаций».
Окончательно миф о леснике в сербской мифологии был закреплён с изданием в 1970 году книги «Сербский мифологический словарь» Ш. Кулишича, П. Ж. Петровича и Н. Пантелича — одного из первых словарей славянской мифологии вообще, в котором П. Ж. Петрович разместил статью «Лесник», где без каких-либо новых данных повторил слова Зечевича о том, что «по поверьям, лесники — это лесные демоны, защитники скота».
Зечевич разместил статью о леснике и в собственной монографии 1981 года «Мифологические существа сербских преданий», где повторил то же самое, что и в предыдущей работе. Лесник появился и в известной работе М. Недельковича «Календарные обычаи сербов» 1990 года, а также в македонской книге «Словарь южнославянской мифологии» Г. Стойковской 2004 года.
Представления о леснике проникли и в русскую научную литературу. Э. В. Померанцева в своей известной книге «Мифологические персонажи в русском фольклоре» 1975 года использовала их как доказательство общеславянского происхождения лесного духа. Е. Е. Левкиевская в капитальной книге «Славянские древности: Этнолингвистический словарь» так говорит о леснике: «лесник — дух, живущий в лесу, способный к оборотничеству. Он имеет вид человека с рогами, одетого в шкуры, и покровительствует животным. Если человек попадёт на след этого духа, то заболеет».
«Кабинетность» лесника обнаружил Л. Раденкович в 2011 году. Он отметил, что слово лесник в значении духа не зафиксировано не только в лесковацком говоре, но и вообще у сербов и в целом у южных славян. Персонаж, называющийся лесником (лесени дух), известен только по одному источнику из северо-западной Словении, близ Сеножече, рассказывающем о духе, живущем в дереве грецкого ореха, в других районах Словении его называют шкрат (гном).

## Комментарии
1. ↑  Ђорђевић Д. М. Живот и обичаји народни у Лесковачкој Морави // Српски етнографски зборник. Књ. 70. — Београд, 1958. — С. 117.
2. ↑  Ђорђевић Д. М. Живот и обичаји народни у Лесковачком крaју. — Лесковац, 1985. — С. 50-53.
3. ↑  Зечевић С. Лесници — лесковачки шумски духови // Лесковачки зборник. Књ. 5. — Лесковац, 1965. — С. 16—23.
4. ↑  Петровић П. Ж. Лесник // Кулишић Ш., Петровић П. Ж., Пантелић Н. Српски митолошки речник. — Београд, 1970. — С. 194.
5. ↑  Зечевић С. Лесник // Митска бића српских предања. — Београд, 1981. — С. 14.
6. ↑  Недельковић М. Годишњи обычаји Срба. — Београд, 1990. — С. 139.
7. ↑  Стојковска Г. Речник на јужнословенска митологија. — Скопје: Издавачки центар Три, 2004.
8. ↑  Померанцева Э. В. Рассказы о лешем // Мифологические персонажи в русском фольклоре / Институт этнографии им. Н. Н. Миклухо-Маклая, Академия наук СССР. — М.: Наука, 1975. — С. 29. — 192 с. — 14 500 экз.
9. ↑  Левкиевская Е. Е. Леший // Славянские древности: Этнолингвистический словарь: в 5 т. / под общей ред. Н. И. Толстого; ИСл РАН. — М., 2004. — Т. 3. — С. 108. — 704 с. — ISBN 5713312070.